# Eptianura groga
L'eptianura groga (Epthianura crocea) és un ocell de la família dels melifàgids (Meliphagidae).

## Hàbitat i distribució
Habita vegetació baixa de ribera i pastures a la llarga de rius del nord i nord-est d'Austràlia, des del nord-oest d'Austràlia Occidental, a través del nord del Territori del Nord fins Queensland.